# Lijst van rijksmonumenten in Buitenpost
De plaats Buitenpost (Bûtenpost) telt 12 inschrijvingen in het rijksmonumentenregister. Hieronder een overzicht. 
| Object                                       | Oorspronkelijke functie?  | Bouwjaar                                                                    | Architect                            | Locatie            | Coördinaten?                 | Nr.?   | Afbeelding                                                              |
| -------------------------------------------- | ------------------------- | --------------------------------------------------------------------------- | ------------------------------------ | ------------------ | ---------------------------- | ------ | ----------------------------------------------------------------------- |
| Mariakerk, hervormde kerk en toren           | Kerk en kerkonderdeel     | ca. 1200 (toren) eind 15e eeuw kerk) 1611-'13 (herb. kerk) 1949-'50 (rest.) | J.J.M. Vegter (1949-'50)             | Oude Havenstraat 1 | 53° 15' 6" NB, 6° 8' 41" OL  | 7036   | Meer afbeeldingen                                                       |
| Gerbo Zalen (voorm. Grietenijhuis)           | Woonhuis                  | 1827 1856 (verb.)                                                           |                                      | Voorstraat 24-26   | 53° 15' 13" NB, 6° 8' 31" OL | 7037   | Meer afbeeldingen                                                       |
| Haersma State                                | Boerderij                 | mog. late 18e eeuw                                                          |                                      | West 2             | 53° 15' 15" NB, 6° 8' 9" OL  | 7038   | Haersma State                                                           |
| De Mûnts                                     | Industrie- en poldermolen | oorspr. 1870 1958-'59 (herb. op huidige locatie) 1994 (rest.)               |                                      | West 1a            | 53° 15' 4" NB, 6° 8' 9" OL   | 7039   | Meer afbeeldingen                                                       |
| Voorm. tramremise                            | Opslag                    | 1867 1926 (herb. op huidige locatie)                                        |                                      | bij Kuipersweg 54  | 53° 15' 3" NB, 6° 8' 49" OL  | 502136 | Meer afbeeldingen                                                       |
| Jeltingahuis                                 | Woonhuis                  | 1877 1961 (verb.) 1976-'77 (verb.)                                          |                                      | Stationsstraat 18  | 53° 15' 21" NB, 6° 8' 39" OL | 502142 | Meer afbeeldingen                                                       |
| Woonhuis met aangebouwd koetshuis            | Tandartswoning            | 1862 1971 (verb.)                                                           |                                      | Stationsstraat 19  | 53° 15' 20" NB, 6° 8' 31" OL | 502148 | Woonhuis met aangebouwd koetshuis                                       |
| Woonhuis in Interbellumstijl                 | Woonhuis                  | 1936 1958 (uitbr.) 1969 (uitbr.)                                            | D. Kalma en A. Witteveen             | Stationsstraat 21  | 53° 15' 21" NB, 6° 8' 30" OL | 502155 | Woonhuis in Interbellumstijl                                            |
| Nieuw Herbranda                              | Woonhuis                  | 1910 1937 (verb.) 1951 (verb.) 1957 (verb.)                                 | J.C. Velding (1937, 1951)            | Voorstraat 49      | 53° 15' 17" NB, 6° 8' 49" OL | 502162 | Meer afbeeldingen                                                       |
| Woonhuis met aangebouwd kantoor              | Woonhuis                  | ca. 1875                                                                    | A. Velding (latere verb.)            | Voorstraat 58      | 53° 15' 15" NB, 6° 8' 49" OL | 502169 | Meer afbeeldingen                                                       |
| Woonhuis met artsenpraktijk                  | Werk-woonhuis             | 1907                                                                        | A. Velding                           | Voorstraat 60      | 53° 15' 15" NB, 6° 8' 51" OL | 502175 | Meer afbeeldingen                                                       |
| Voorm. marechausseekazerne met paardestallen | Militair verblijfsgebouw  | 1927                                                                        | Genie, tweede Commandement Groningen | West 22-28         | 53° 15' 8" NB, 6° 8' 0" OL   | 502189 | Voorm. marechausseekazerne Voorm. marechausseekazerne met paardestallen |